# Uchigatana
Um uchigatana (打刀) é um tipo de espada japonesa usada pela classe samurai do Japão feudal. O uchigatana era o descendente do tachi.[carece de fontes?]

## Uso
Ao contrário do tachi, no qual os atos de desembainhar e golpear com a espada eram duas ações separadas, sacar o uchigatana e cortar o inimigo com isso, tornou-se uma ação suave e rápida. Esta técnica foi desenvolvida nas artes de battojutsu, iaijutsu e iaido.
A curvatura da lâmina no uchigatana difere do tachi, na medida em que a lâmina tem curvatura perto da ponta da espada (sakizori), em oposição à curvatura perto do punho da espada (koshizori) como o tachi. Porque a espada está sendo sacada de baixo, o ato de desembainhar tornou-se o ato de golpear. Para um soldado a cavalo, a curva sakizori do uchigatana era essencial em tal lâmina, pois permite que a espada saia de sua bainha (saya) no ângulo mais conveniente para executar um corte imediato.